# Okinawaspecht
Der Okinawaspecht (Dendrocopos noguchii, Syn.: Sapheopipo noguchii, jap. 野口啄木鳥, Noguchi-gera, wörtlich: „Noguchi-Specht“) ist endemisch im Norden der Insel Okinawa, der Hauptinsel der Ryūkyū-Inseln. Neuere Genanalysen weisen auf ein nahes Verwandtschaftsverhältnis der Art zur Gattung Dendrocopos hin. Die Art ist durch verschiedene anthropogene Einflüsse bedroht und zählt zu den seltensten Spechtarten. Die IUCN stuft den Okinawa-Specht daher als vom Aussterben bedroht (“critically endangered”) ein.

## Merkmale
Der Okinawaspecht ist eine in der Gesamterscheinung düster wirkende, mittelgroße Spechtart. Mit 31 Zentimetern Körperlänge erreicht er fast die Größe des heimischen Grünspechtes. Die Oberseitenfärbung ist ein mattes, dunkles Braun, am Rücken, Bürzel und den oberen Schwanzdecken sind die Federspitzen rötlich gefärbt, wodurch diese Körperbereiche einen rötlichen Schimmer erhalten. Die Flügel sind bedeutend dunkler, nur die äußeren Handschwingen weisen einige weiße Abzeichen auf. Der lange Schwanz ist dunkelbraun. Unterseite und Flanken sind stumpf rötlichbraun, die Unterschwanzdecken satt rot. Die Flügelunterseite ist bräunlich, die Schwingen sind heller, aber nicht scharf kontrastierend gebändert. Kehle Brust und Wangen sind weitgehend ungezeichnet zimtfarben. Der lange, meißelartige Schnabel ist gelblich.
Der auffälligste Geschlechtsdimorphismus besteht in der Färbung der Kopfoberseite: beim Männchen sind Stirn und Scheitel und Hinterhaupt leuchtend rot, beim Weibchen sind diese Bereiche schwarzbraun gefärbt. Ansonsten ähneln die Weibchen in Größe und Gefiederfärbung den Männchen, wirken aber insgesamt etwas heller und blasser.

## Verbreitung und Lebensraum

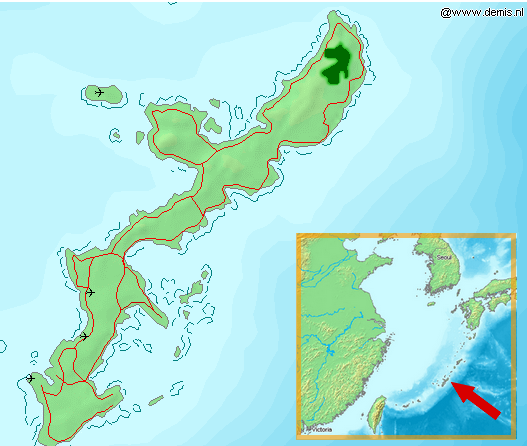
dunkelgrün: Bekannte Vorkommen des Okinawa-Spechts

Der Okinawa-Specht ist endemisch auf der südjapanischen Insel Okinawa. Dort kommt die Art im relativ kleinen Gebiet des im einheimischen Dialekt Yambaru genannten Berglandes vor. Gelegentlich brütet Dendrocopos noguchii auch in den bewaldeten Küstengebieten im Norden der Insel. Außerbrutzeitliche Beobachtungen liegen auch von einigen Stellen im Nordosten Okinawas vor. Wahrscheinlich war diese Spechtart in historischer Zeit bedeutend weitflächiger auf Okinawa vertreten, wurde aber durch die weiträumige Entwaldung der sehr dicht besiedelten Insel auf diese Gebiete zurückgedrängt.
Die meisten bekannten Brutplätze liegen in alten immergrünen Bergregenwäldern, die ihre Erhaltung ihrer Verwendung als Dschungel-Trainingszentrum der USA-Streitkräfte verdanken, die auf Okinawa stationiert sind. Der Okinawa-Specht benötigt als Brut- und Nahrungshabitat alte, naturbelassene Laubwälder mit einem gewissen Anteil an stehendem und liegendem Totholz sowie an Bäumen in ihrer Zerfallsphase. Bruthöhlen werden in geschädigten oder bereits abgestorbenen Stämmen gezimmert, die im Bereich der Höhlenanlage noch einen Durchmesser von mindestens 20 Zentimeter aufweisen. Häufigster Nistbaum ist Castanopsis cuspidata, eine Art aus der Gattung der Scheinkastanien, aber auch in anderen Laubbäumen, wie zum Beispiel Distylium racemosum, Cinnamomum japonicum oder in Styrax japonica, dem Japanischen Storaxbaum werden Nisthöhlen angelegt. Nadelgehölze meidet diese Art.

## Nahrung und Nahrungserwerb
Die Nahrung des Okinawa-Spechtes besteht offenbar hauptsächlich aus größeren Arthropoden, vornehmlich großen Käferlarven. Auch Hundert- und Tausendfüßer, Motten und Spinnen sind wichtige Bestandteile der animalischen Kost. Vegetabilien wie Früchte, Beeren und Nüsse werden regelmäßig verzehrt, ihr quantitativer Anteil ist nicht bekannt. Die Beutetiere werden sowohl im Stamm- und Astbereich als auch am Boden erbeutet. Dabei legt der Specht durch Hackarbeit Insektengänge frei, sammelt diese aber auch durch Stochern und Bohren nahe der Oberfläche auf. Oft durchsucht er auch die lose Humusschicht nach Nahrung oder stochert im verrottenden Substrat. Früchte und Nüsse werden oft direkt von den Zweigen gepflückt.

## Brutbiologie
Über Paarbildung und Dauer der Paarbindung liegen keine Angaben vor. Okinawaspechte bauen eine geräumige Nisthöhle, vornehmlich in Scheinkastanien, da alte Bäume aus dieser Gattung sehr häufig hohl sind. Die Nisthöhlen liegen meist in Höhen zwischen zwei und 9 Metern. Die Legeperiode liegt zwischen Ende Februar und Mitte Mai, vor allem aber im März und April. Genaue Angaben über die durchschnittliche Größe des Geleges, Brutdauer und Nestlingszeit fehlen; nach Berichten Einheimischer fliegen jedoch maximal drei Jungspechte aus einer Brut aus, meist jedoch weniger.

## Systematik

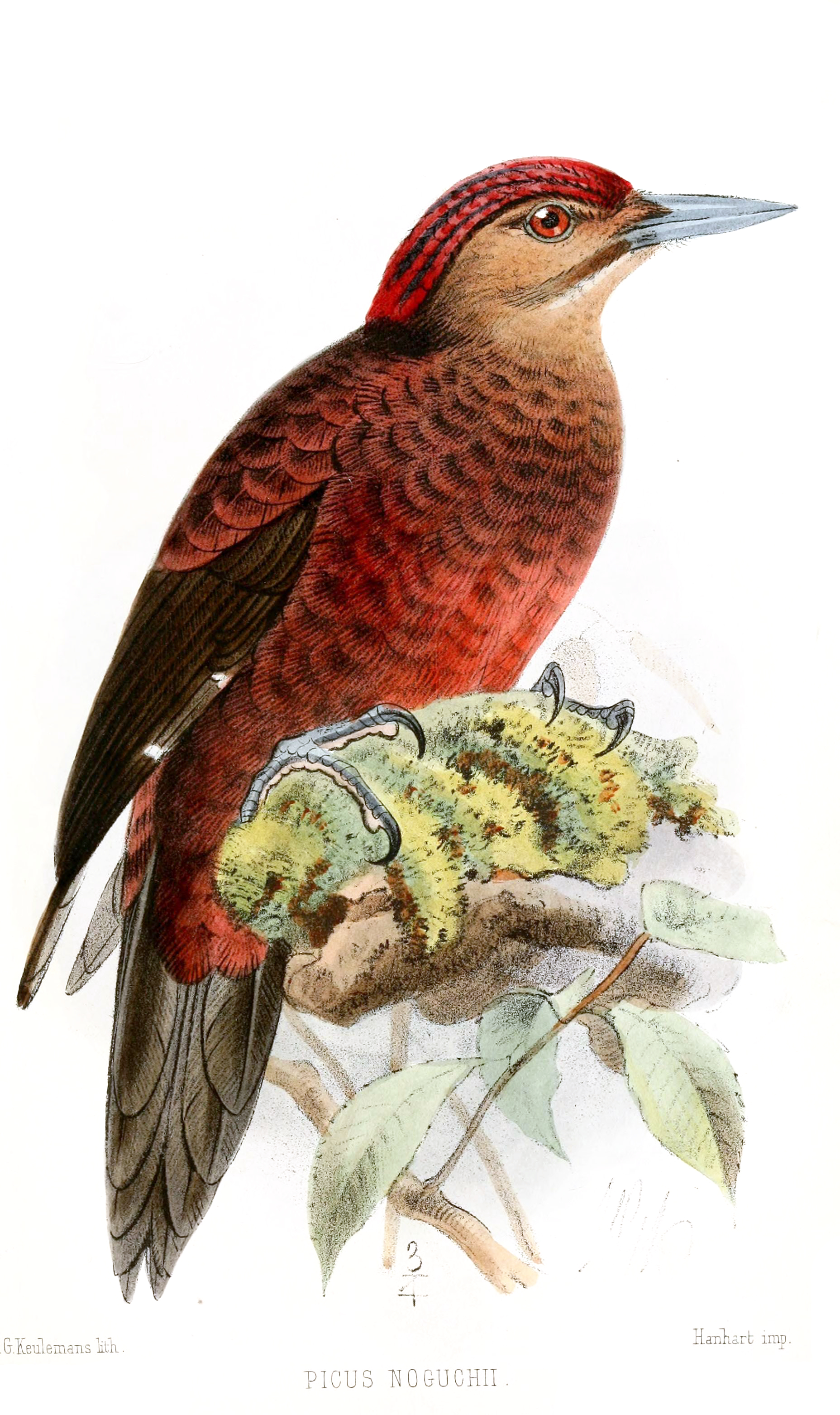
Okinawa-Specht, Lithografie von J. G. Keulemans, 1887

Sapheopipo noguchii wurde erstmals 1887 von Henry Seebohm anhand des Balges eines Jungvogels als Picus noguchii beschrieben. 1890 wurde dieser Specht von Edward Hargitt der monotypischen Gattung Sapheopipo zugeordnet. Auf Grund morphologischer Ähnlichkeiten wurden nähere Verwandtschaftsverhältnisse mit den ostasiatischen Vertretern der Gattungen Blythipicus und Gecinulus vermutet. Die häufig aufgestellte Vermutung, der Okinawaspecht könnte näher mit Spechten der eurasischen Buntspecht-Gruppe verwandt sein, wurde lange Zeit nicht allgemein akzeptiert. Kürzlich durchgeführte DNA-Analysen bestätigten jedoch diese Annahme und stellten ein sehr nahes Verwandtschaftsverhältnis von S. noguchii zu Mitgliedern der Gattung Dendrocopus, insbesondere zu D. leucotos und D. major fest. Das Artepitheton ehrt den japanischen Zoologen Noguchi Gennosuke.

## Bestand und Gefährdung
Die Bestandssituation dieser Spechtart ist kritisch. Letzte Bestandseinschätzungen gehen von einem Brutbestand von etwa 75 Paaren und einem Gesamtbestand von 176 bis 584 Individuen aus. Doch könnte diese Zahl etwas zu niedrig gegriffen sein, da die Fläche der verbleibenden Scheinkastanienwälder im Norden Okinawas etwa 100 Quadratkilometer beträgt und die Revierdichte in Optimalhabitaten bis zu 12 Reviere pro Quadratkilometer beträgt.
Das Yambaru-Gebiet wird von den amerikanischen Streitkräften als Truppenübungsplatz extensiv benutzt und darf nur mit besonderer Erlaubnis betreten werden. Nach der demnächst erfolgenden Rückgabe an die japanische Regierung soll in diesem Gebiet ein Nationalpark errichtet werden.
Die Hauptgefährdung dieser Spechtart liegt nach wie vor in der Lebensraumzerstörung, insbesondere der Vernichtung der primären Laubwälder mit nachfolgender Aufforstung mit Nadelbäumen. Die amerikanischen Streitkräfte begannen im Jahr 2007, im Yambaru-Gebiet sechs Helikopter-Landeplätze anzulegen, diese stellen eine zusätzliche Bedrohung für den verbleibenden Lebensraum dar. Krankheiten und Naturkatastrophen, insbesondere Taifune, gefährden die Art zusätzlich.
Der Okinawa-Specht wird von der IUCN aufgrund des kleinen Gesamtbestandes und der anhaltenden Gefährdung als vom Aussterben bedroht (“critically endangered”) eingestuft.